# Tony Casillas
Tony Casillas (Tulsa, 26 de outubro de 1963) é um ex-jogador profissional de futebol americano estadunidense que foi campeão da temporada de 1993 da National Football League jogando pelo Dallas Cowboys.